# Абдуллах бин Хамад Аль Аттиях
Абдуллах бин Хамад Аль Аттиях (араб. عبد الله بن حمد العطية‎; род. 5 декабря 1952, Доха) — катарский государственный и политический деятель. Бывший заместитель премьер-министра Катара и глава эмирского суда. Дважды занимал должность министра энергетики и промышленности Катара.

## Биография
Родился в Катаре в 1952 году. В 1976 году окончил Александрийский университет в Египте со степенью бакалавра.

### Политическая деятельность
В 1972 году поступил на работу в министерство финансов и нефти Катара. С 1973 по 1986 год занимал должность начальника отдела международных и общественных связей этого министерства. С 1986 по 1989 год занимал должность директора канцелярии министра, а с 1989 по 1992 год — директора канцелярии министра внутренних дел и исполняющего обязанности министра финансов и нефти.
23 ноября 1993 года был назначен председателем ОПЕК и членом комитета ОПЕК по соблюдению квот.
12 января 1999 года ему было поручено ведение вопросов электро- и водоснабжения, поскольку эти направления были переданы министерству энергетики и промышленности. 16 сентября 2003 года был назначен вторым заместителем премьер-министра, а 3 апреля 2007 года стал заместителем премьер-министра.
В декабре 2003 года председательствовал на ежегодной конференции ОПЕК в Вене (Австрия) и возглавлял делегацию Катара.
30 июня 2009 года на восьмом заседании Форума стран — экспортёров газа в Дохе был избран председателем организации. Хотя Форум стран — экспортёров газа рассматривается некоторыми экспертами как попытка сформировать «газовый ОПЕК», Аль Аттиях исключил возможность создание картеля.
18 января 2011 года был назначен главой Дивана эмира, оставаясь при этом на должности заместителя премьер-министра, а на посту министра промышленности и энергетики его сменил Мохаммед Салех Аль-Сада.
В 2011 году был назначен главой канцелярии бывшего эмира Хамада бин Халифа Аль Тани и председателем Управления административного контроля и прозрачности Катара.
В 2012 году председательствовал во время конференции конференции ООН по изменению климата.

### Деловая активность
С 1975 года работал директором корпорации Gulf Helicopters. С 1987 по 1995 год работал заместителем председателя Ooredoo. С 1986 года является членом совета директоров корпорации Gulf Airways.
В 1992 году был назначен председателем и управляющим директором QatarEnergy. Также является председателем попечительского совета Ливанской школы Катара.

### Филантропия
Является председателем попечительского совета Международного фонда энергетики и устойчивого развития имени Абдуллаха бин Хамада Аль Аттияха.

### Награды
В 2007 году лондонский бюллетень British Petroleum Intelligence Bulletin назвал его Человеком года в области развития углеводородной промышленности.
В 2011 году Техасский университет A&M присвоил ему почётную степень.

## Личная жизнь
Женат, имеет шестерых детей. Хобби: чтение, рыбалка и радиосвязь. Его радиолюбительский позывной — A71AU.